# Michał Feliks
Michał Feliks (Krakkó, 1999. március 19. –) lengyel korosztályos válogatott labdarúgó, a Radomiak csatárja.

## Pályafutása

### Klubcsapatokban
Feliks a lengyelországi Krakkó városában született. Az ifjúsági pályafutását a helyi Wisła Kraków csapatában kezdte, majd a francia Nantes akadémiájánál folytatta.
2019-ben mutatkozott be a Garbarnia Kraków felnőtt csapatában. 2022. július 1-jén hároméves szerződést kötött az első osztályban szereplő Radomiak együttesével. Először a 2022. július 17-ei, Miedź Legnica ellen 1–1-es döntetlennel zárult mérkőzés 56. percében, Filipe Nascimento cseréjeként lépett pályára. Első gólját 2022. augusztus 14-én, a Lechia Gdańsk ellen 4–1-re megnyert találkozón szerezte meg. A 2022–23-as szezon második felében a Ruch Chorzów csapatát erősítette kölcsönben.

### A válogatottban
Feliks négy mérkőzés erejéig tagja volt a lengyel U18-as válogatottnak.

## Statisztikák
2023. június 3. szerint
| Klub                      | Szezon   | Osztály     | Bajnokság | Bajnokság | Kupa és Ligakupa | Kupa és Ligakupa | Nemzetközi | Nemzetközi | Összesen | Összesen |
| Klub                      | Szezon   | Osztály     | Meccs     | Gól       | Meccs            | Gól              | Meccs      | Gól        | Meccs    | Gól      |
| ------------------------- | -------- | ----------- | --------- | --------- | ---------------- | ---------------- | ---------- | ---------- | -------- | -------- |
| Garbarnia Kraków          | 2019–20  | II Liga     | 10        | 6         | 0                | 0                | —          | —          | 10       | 6        |
| Garbarnia Kraków          | 2020–21  | II Liga     | 22        | 1         | 1                | 0                | —          | —          | 23       | 1        |
| Garbarnia Kraków          | 2021–22  | II Liga     | 32        | 9         | 3                | 1                | —          | —          | 35       | 10       |
| Garbarnia Kraków          | Összesen | Összesen    | 64        | 16        | 4                | 1                | 0          | 0          | 68       | 17       |
| Radomiak                  | 2022–23  | Ekstraklasa | 10        | 1         | 3                | 1                | —          | —          | 13       | 2        |
| Ruch Chorzów (kölcsönben) | 2022–23  | I Liga      | 12        | 1         | 0                | 0                | —          | —          | 12       | 1        |
| Összesen                  | Összesen | Összesen    | 86        | 18        | 7                | 2                | 0          | 0          | 93       | 20       |